# 張杰 (畫家)
張杰（1921年11月20日—2016年7月10日），台灣畫家，水彩畫荷花著名；有「荷花大師」的美譽。

## 生平
祖籍浙江定海，出生於上海，為家中長子。自幼鍾情藝術，師從呂鳳子研習書法及繪畫，1948 年畢業於江蘇丹陽正則藝專，同年來臺，曾任教於彰化中學、臺南師範、馬公中學、花蓮師範、中壢中學、華僑中學、與師大附中。
張杰的藝術生涯超過了一甲子，特別擅長水彩，題材涵蓋風景、人物、靜物、花卉等。他的創作結合了東西方的材料與技法、傳統與現代的繪畫語言，表達個人堅持的美的意象，以畫筆呈現對生命的真誠頌讚。其荷花畫作灑脫靈動、個人的畫風明顯：花葉飽含水氣、用色大膽、構圖意趣盎然，享有「荷花大師」的美譽。
在其創作歷程中，張杰不斷參與許多國內外的藝術活動：三屆巴西聖保羅藝術雙年展，並於  1963 年獲得榮譽獎，1967 年獲得中國畫學會水彩畫金爵獎，1968 年辭去教職成為專業藝術家，與著名畫家張大千、趙無極、丁雄泉、席德進等人均為好友，並於席德進離世後，與畫界朋友共組「席德進基金會」，並任董事長達三十五年。張杰曾在國內外舉行過近百次的畫展，足跡遍及全球，作品無數，畫作並為美國大衛·洛克菲勒、珍·史密斯（美國前總統約翰·菲茨傑拉德·甘迺迪胞妹）、葛莉絲·凱莉（摩納哥王妃）等收藏。
張杰對家庭極為重視，與夫人鄺㓗泉因繪畫相識結為連理，攜手五十五年，子女孫輩各有成就令其深感寬慰。2016 年初，他因意外受傷入院接受治療，雖有家人陪伴，終因年邁與併發症，於 2016 年 7 月 10 日辭世，享壽九十四歲。
張杰在晚年對生活仍保有極高的熱情，不懈創作，熱愛生命中一切美好的人事物，並不吝分享自身經驗，鼓勵後輩追求理想，樂觀勇敢面對人生。

## 年表
- 1921	生於上海市

- 1948	江蘇正則藝術專科學校畢業

- 1950	臺北、臺中、彰化個展

- 1957	參加第四屆巴西聖保羅雙年展

- 1958	創辦中國水彩畫會

		臺北個展
- 1959	參加第五屆巴西聖保羅雙年展

		應邀參加美國新聞處舉辦當代西畫展
- 1960	參加美國新聞處舉辦青年畫展獲榮譽獎

- 1961	參加日本水彩聯盟主辦中國水彩畫展

- 1962	應邀參加越南政府主辦第一屆國際藝展

- 1963	參加第七屆巴西聖保羅雙年展，並獲榮譽獎

		應邀參加香港雅苑畫廊“中國當代畫展”
- 1964	應邀參加非洲巡回中國名家畫展

- 1965	參加東京日華美術交友會現代畫展

		臺北國立歷史博物館畫展
- 1967	應邀參加美國康涅狄格州新港市中國當代畫展，獲中國畫學會水彩畫金爵獎

- 1968	應中美文化協會暨太平洋大學之邀赴美訪問一年，並在紐約、華盛頓、舊金山太平洋大學等地舉行個展

- 1970	應凌雲畫廊邀請舉行個人訪美歸來畫展

		應美國新聞處之邀演講美國的新興藝術
		應邀在香港大會堂舉行個人畫展
- 1971	臺北良士畫廊個展

- 1973	臺北幼獅畫廊海鷗畫展

- 1974	美國密歇根畫展

- 1975	臺北國立歷史博物館荷花大展

		應邀赴港參加中國現代畫展
- 1976	應日本第一美術協會之邀赴日參加“中國十人藝術家展”

- 1977	日本中國十人畫展

- 1978	臺北龍門畫廊花卉個展

		赴港參加臺灣畫家大展
- 1979	臺北龍門畫廊荷花畫展

		臺北新象推廣活動中心人體畫展
		臺北美國在臺協會文化中心展出夏荷畫展
- 1980	臺北龍門畫廊游歐畫展

- 1981	臺北龍門畫廊個展

		香港置地廣場法國興業銀行舉行荷花個展
- 1982	臺北春之藝廊舉行“荷花大展”個展

- 1983	香港藝術中心舉行花卉個展

		臺北龍門畫廊花卉個展
		臺北今天畫廊“美女個展”
- 1984	臺北龍門畫廊個展

- 1985	臺北市立美術館舉辦四十年回顧展

		美國紐約市洛克斐勒畫廊展出
- 1986	應亞太旅遊協會（PATA）之邀前往西柏林為中國館現場揮毫畫荷

		洛杉磯希爾頓（HILTON）大酒店收購巨幅荷花（3x28 英尺）、展示於大廳
		畫作經行政院新聞局印製成國慶海報分發至海外各地
- 1987	東京美僑俱樂部個展

		臺北華視藝術中心個展
		應亞太旅遊協會之邀請前往美國紐約、芝加哥、華盛頓、舊金山、洛杉磯等地作現場畫荷表演
		九月份再赴新加坡作現場畫荷表演
- 1988	臺北東之畫廊展出“張杰畫桂林”

		高雄名人畫廊個展
		臺南雅的藝術中心個展
		北京中國歷史博物館個展
- 1989	高雄隨緣藝術中心畫花展

		臺北時報廣場個展
		新加坡個展
- 1990	獲美國國際大學頒贈最傑出藝術畫家學位

		臺北新光美術館個展
		夏威夷個展
- 1991	臺北華視藝術中心個展

		臺北飛煌藝術中心個展
		香港藝術中心個展
- 1992	臺北勝大莊美術館中國水墨個展

		臺北華視藝術中心個展
		臺中世貿中心個展
- 1993	臺北勝大莊美術館“張杰拓墨畫創作展”

		臺北華視藝術中心個展
		桃園及新竹文化中心個展
- 1994	臺北華視藝術中心“張杰蘭花個展”

		應自由中國評論社邀請於香港光華藝廊個展
		應邀於國立歷史博物館個展
		新加坡 CAFÉ GALLERY 舉行個展
		澳門國際文化藝術交流中心個展
- 1995	臺南中華日報藝廊個展

		美國洛杉磯第二文化中心個展
- 1996	國父紀念館中山畫廊“張杰的寶石世界”畫展

		臺北國際藝術博覽會參展
- 1997	臺北及新加坡國際藝術博覽會參展

		臺北麗華藝術中心個展
- 1998	臺灣省立美術館邀請“張杰新作展”

		參展“1998 臺北國際藝術博覽會”
- 1999	美國邁阿密個展

		臺北福華沙龍“張杰精品個展”
		參展上海及臺北“1999 國際藝術博覽會”
- 2000	臺北及高雄福華沙龍“張杰八十千禧畫展”

		參展“2000 臺北國際藝術博覽會”
- 2001	臺北福華沙龍“張杰的世界個展”

- 2002	上海拍賣行“張杰慈善義賣個展”

- 2003	上海新天地一號私人會館個展

		臺北大師林畫廊個展
- 2004	臺北新店市青山鎮休閒館“荷花大師張杰畫展”

- 2005	參展北京“中華名家書畫巡回展”

		臺北萬芳藝廊個展
- 2006	臺北國軍文藝中心“張杰新春個展”

		上海浦東藝博畫廊個展
		上海圖書館“華夏神韻 海峽兩岸文化交流畫展”
		臺北上古藝術館“張杰八八精品特展”，並舉辦專拍拍賣會
		訪問桂林山水寫生，並於桂林灕江大瀑布飯店現場揮毫、彩繪 1.5x33 公尺以及 3x7 公尺兩幅巨畫
		臺北上古藝術館“張杰作品專拍會”
- 2008	參加“2008 臺灣當代水彩大展”（國立中正紀念堂畫廊）

- 2009	上海壹號美術館“張杰畫展”

- 2011	參加北京國際藝術博覽會

- 2013	北京保利美術館個展

- 2016	辭世

## 代表作
- 2003 年底前總統陳水扁提名呂秀蓮為副手，當時呂秀蓮穿著「水蓮裝」的蓮花圖案，就是出自張杰手筆[1]。
- 2004 年藝人坣娜曾和張杰一起為人間衛視的「人間藝廊」義賣活動站台，當時她以素淨唐裝現身，擔任張杰的人體模特兒[2]
- 2009 年底，政府推出消費券，張杰配合上古藝術公司，民眾憑 3600 元消費券，就可購買張杰親手繪畫的荷花畫作，當時估計市價約 3 萬元[3]。
- 2010 年和婦產科醫生鄭丞傑合作出書《雙Ｊ談性：性與命的對談》。

## 逸事
- 不喝酒、不抽菸，作息規律，追求「美、善」，會邊聽音樂邊繪畫，喜愛與美有關的東西，例如：愛吃美食，聽音樂、欣賞藝術，而且張杰愛逛街，若遇上好看的衣服、皮包、鞋子，甚至是首飾、珠寶，張杰都會買回家[4]。經常畫荷花分送好友，但知名度高，仍不時有畫酬收入；卻完全不想買房，寧願租4層樓、住過癮即可。
- 年逾 90 歲時，上下樓梯也都不用柺杖[5]；張杰讓人印象深刻就是「非常愛談性經驗」，到 90 歲還有性行為，是開朗、隨性、好相處的老大哥 [6]。
- 個性樂天，很愛講他和已過世的前教宗若望保祿二世同年歲，教宗走了多年（2005年），他卻還活著，應該是老天認為他玩得不夠多，所以他會繼續玩下去，多玩一天是一天。
- 1982年在胡金銓導演的電影「天下第一」中扮演畫聖吳道子。